# Pehotne enote
Pehotne enote so vojaške formacije, ki so oborožene z pehotnim orožjem, izurjene za pehotni boj in se premikajo peš.
V sodobnem svetu je pravih pehotnih enot zelo malo, saj so mnoge današnje pehotne enote opremljene z vozili za hitrejšo premikanje, kar jih spremeni v motorizirane enote.